# Edward Alphonso Goldman
Edward Alphonso Goldman (Mount Carmel, 7 de juliol del 1873 – Washington DC, 2 de setembre del 1946) fou un zoòleg i botànic estatunidenc.
Viatjà arreu de Mèxic en companyia d'Edward William Nelson i descrigué i revisà molts grups de mamífers.

## Biografia
Nasqué el 1873, fill de pares estatunidencs d'origen francoalemany, Jacob H. i Laura C. Goltman. Els seus progenitors, nadius de Pennsilvània, es mudaren primer a Illinois, després a Nebraska, on Jacob es canvià el cognom per «Goldman», i finalment a Califòrnia.
El 1891, Jacob, apassionat per la història natural, hi conegué el naturalista Edward William Nelson, que cercava un assistent. Fou el principi d'una llarga amistat i relació professional entre el jove Edward, que acceptà el càrrec, i Nelson, que durà fins a la mort d'aquest últim.
Goldman feu el seu primer viatge a la recerca de mostres d'animals a Califòrnia, acabat el gener del 1892, i seguidament es traslladà amb Nelson a Mèxic per una cosa que havia de ser un viatge de tres mesos. Hi romangueren quatre anys, durant els quals arribaren a gairebé tots els cantons del país i recolliren més de 20.000 mostres de mamífers.
El 1901 conegué Emma May Chase, amb qui es casà l'any següent. Tingueren tres fills.
Als Estats Units, Goldman complí moltes altres missions. Durant la Primera Guerra Mundial fou major de l'exèrcit dels Estats Units a França, on treballà en el control dels rosegadors.
Una vegada acabades les seves obligacions administratives el 1928, dedicà tot el seu temps als seus estudis científics, que prosseguí fins a la seva jubilació el 1944. Goldman recollí el seu últim mamífer, un geòmid de Florida, el 4 d'abril del 1946. Continuà treballant sobre els mamífers mexicans fins al 30 d'agost del 1946, quan patí un ictus. Morí el 2 de setembre i fou enterrat al Cementiri Nacional d'Arlington quatre dies més tard.
Al llarg de la seva vida publicà 206 obres. El 1941 descrigué més espècies noves de mamífers que cap altre científic viu. Molts animals foren anomenats en honor seu, incloent-hi diversos mamífers, alguns ocells, una serp, una tortuga, una granota i un mol·lusc. A la Baixa Califòrnia hi ha fins i tot un cim anomenat Goldman Peak. El 1946 esdevingué president de la Societat Americana de Mastòlegs.